# Vlastivědné muzeum v Olomouci
Het Vlastivědné muzeum v Olomouci (Nederlands: Heemkundig museum in Olomouc) is een museum in de Tsjechische stad Olomouc. In het museum is een brede collectie exponaten vooral gericht op de lokale geschiedenis en natuur. Het Heemkundig museum is gevestigd in een voormalig Clarissenklooster aan het náměstí Republiky (plein van de Republiek).

## Geschiedenis
Het museum is in 1951 ontstaan als Studijní a lidovýchovný ústav kraje Olomouckého door het samengaan van het Muzeum hlavního města Olomouce (Museum van de hoofdstad Olomouc) en het Muzeum Vlastivědného spolku muzejního (Museum van heemkundige museumvereniging). Het Muzeum hlavního města Olomouce was op zijn beurt in 1924 ontstaan door het samengaan van het Umělecko-průmyslové muzeum (Kunstnijverheidsmuseum, opgericht in 1873), het Historické muzeum (Historisch museum, 1879) en het Přírodovědné muzeum (Natuurwetenschappelijk museum, 1908). Sinds 1959 is het museum gevestigd op de huidige locatie in een voormalige Clarissenklooster aan het náměstí Republiky. Sinds 2004 wordt in het Heemkundig museum les gegeven aan senioren in een zogeheten universiteit voor derde leeftijd door de Palacký-Universiteit Olomouc.

### Naamsveranderingen
- 1951 – Studijní a lidovýchovný ústav kraje Olomouckého
- 1956 – Krajské vlastivědné muzeum
- 1959 – Krajské vlastivědné středisko
- 1960 – Vlastivědný ústav v Olomouci
- 1979 – Krajské vlastivědné muzeum v Olomouci
- 1990 – Vlastivědné muzeum v Olomouci

## Locaties
Naast de hoofdlocatie in het voormalige Clarissenklooster heeft het Heemkundig museum ook het Arboretum Bílá Lhota (Bomentuin Bílá Lhota) en het Zámek Čechy pod Kosířem (Slot Čechy pod Košířem) onder beheer. Verder is één vaste expositie gevestigd in de kelder van de voormalige Jezuïtenuniversiteit gelegen tegenover het voormalige Clarissenklooster aan het náměstí Republiky. Naast het Vlastivědné muzeum is ook het Muzeum moderního umění aan het plein van de Republiek gelegen.